# Александър Икономов (Кюстендил)
Александър Василев Икономов е български революционер, войвода на Вътрешната македоно-одринска революционна организация.

## Биография
Александър Икономов е роден в Кюстендил в 1883 година в семейството на преселник от град Радовиш. През 1903 година влиза с чета в Македония и загива при сражение при Крива паланка.